# العلاقات الألبانية الجورجية
العلاقات الألبانية الجورجية هي العلاقات الثنائية التي تجمع بين ألبانيا وجورجيا.

## مقارنة بين البلدين
هذه مقارنة عامة ومرجعية للدولتين:
| وجه المقارنة                                              | ألبانيا                                                    | جورجيا                          |
| --------------------------------------------------------- | ---------------------------------------------------------- | ------------------------------- |
| المساحة (كم2)                                             | 28.75 ألف                                                  | 69.70 ألف                       |
| عدد السكان (نسمة)                                         | 3.02 مليون                                                 | 3.72 مليون                      |
| الكثافة السكانية (ن./كم²)                                 | 105.04                                                     | 53.37                           |
| العاصمة                                                   | تيرانا                                                     | تبليسي، كوتايسي                 |
| اللغة الرسمية                                             | اللغة الألبانية                                            | اللغة الجورجية، اللغة الأبخازية |
| العملة                                                    | ليك ألباني                                                 | لاري جورجي                      |
| الناتج المحلي الإجمالي (بليون دولار)                      | 13.04 مليار                                                | 15.16 مليار                     |
| الناتج المحلي الإجمالي (تعادل القوة الشرائية) بليون دولار | 33.17 مليار                                                | 35.68 مليار                     |
| الناتج المحلي الإجمالي الاسمي للفرد دولار أمريكي          | 3.94 ألف                                                   | 3.79 ألف                        |
| الناتج المحلي الإجمالي للفرد دولار أمريكي                 | 11.11 ألف                                                  |                                 |
| مؤشر التنمية البشرية                                      | 0.764                                                      | 0.754                           |
| رمز المكالمات الدولي                                      | +355                                                       | +995                            |
| رمز الإنترنت                                              | .al                                                        | .ge، .გე ‏                       |
| المنطقة الزمنية                                           | توقيت وسط أوروبا، ت ع م+01:00، ت ع م+02:00، أوروبا/تيرانا ‏ | ت ع م+04:00                     |

## منظمات دولية مشتركة
يشترك البلدان في عضوية مجموعة من المنظمات الدولية، منها:
| علم المنظمة | اسم المنظمة                             | تاريخ انضمام ألبانيا | تاريخ انضمام جورجيا |
| ----------- | --------------------------------------- | -------------------- | ------------------- |
|             | الاتحاد البريدي العالمي                 | ?                    | ?                   |
|             | يونسكو                                  | 16 أكتوبر 1958       | 7 أكتوبر 1992       |
|             | مؤسسة التنمية الدولية                   | 15 أكتوبر 1991       | 31 أغسطس 1993       |
|             | منظمة التجارة العالمية                  | ?                    | 14 يونيو 2000       |
|             | الأمم المتحدة                           | 14 ديسمبر 1955       | 31 يوليو 1992       |
|             | مؤسسة التمويل الدولية                   | 15 أكتوبر 1991       | 29 يونيو 1995       |
|             | الاتحاد الدولي للاتصالات                | 2 يونيو 1922         | 7 يناير 1993        |
|             | البنك الدولي للإنشاء والتعمير           | 15 أكتوبر 1991       | 7 أغسطس 1992        |
|             | مجلس أوروبا                             | ?                    | 27 أبريل 1999       |
|             | منظمة التعاون الاقتصادي للبحر الأسود    | ?                    | 25 يونيو 1992       |
|             | منظمة الأمن والتعاون في أوروبا          | 19 يونيو 1991        | 24 مارس 1992        |
|             | المنظمة الأوروبية لسلامة الملاحة الجوية | 2002                 | 2012                |

## وصلات خارجية
- موقع وزارة الخارجية الألبانية
- موقع وزارة الخارجية الجورجية